# Église Saint-Christophe de Rouffignac
L'église Saint-Christophe est une église située à Rouffignac, dans le département français de la Charente-Maritime en région Nouvelle-Aquitaine.

## Historique
Elle a été construite sur le plan d’une croix latine, puis complètement reconstruite au XIVe siècle. Elle a échappé à la destruction pendant les guerres de religion, contrairement à plusieurs autres des environs, car elle relevait directement du roi, et non pas des seigneurs locaux.
L'église est inscrite au titre des monuments historiques par arrêté de 1925.

## Galerie

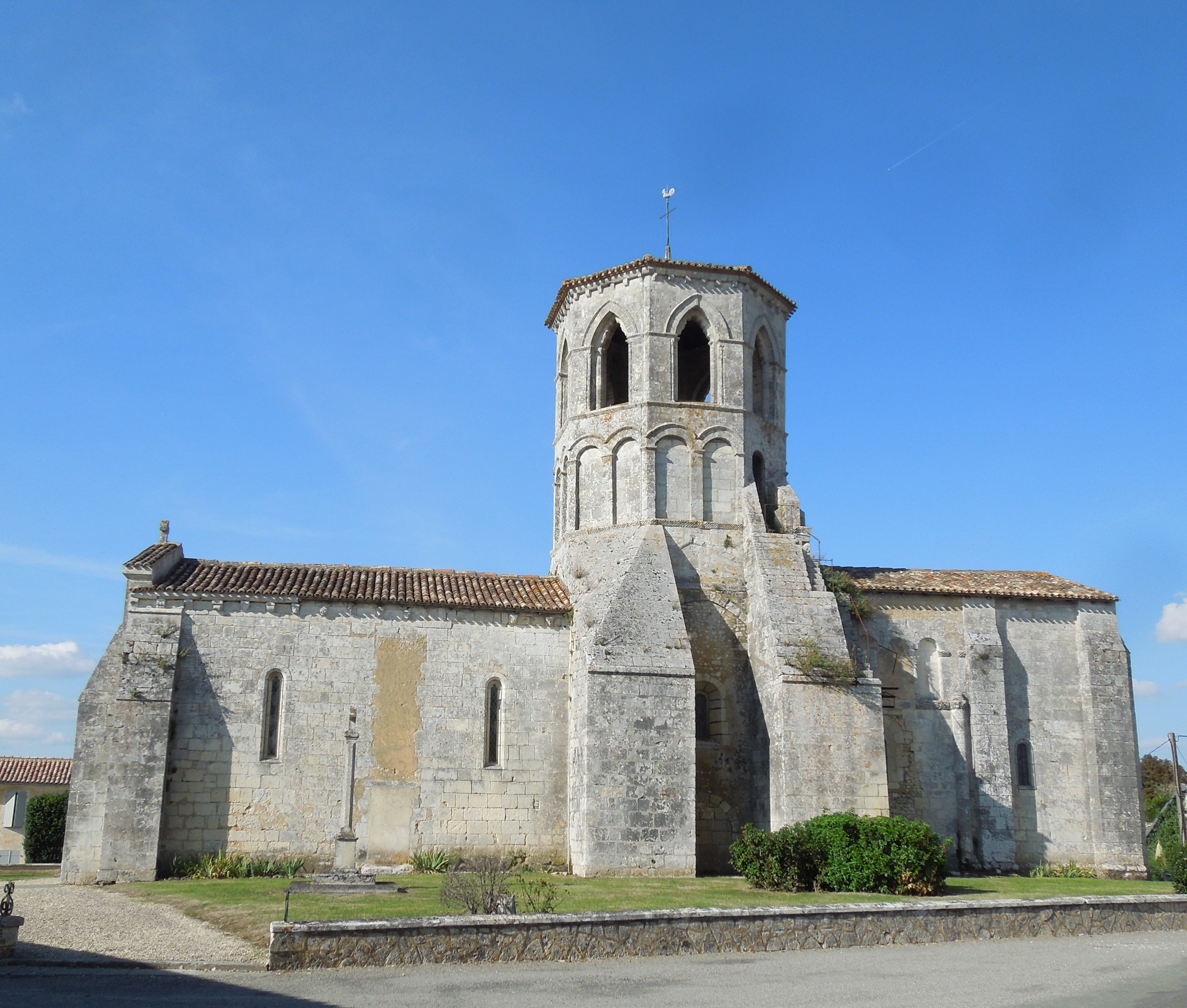
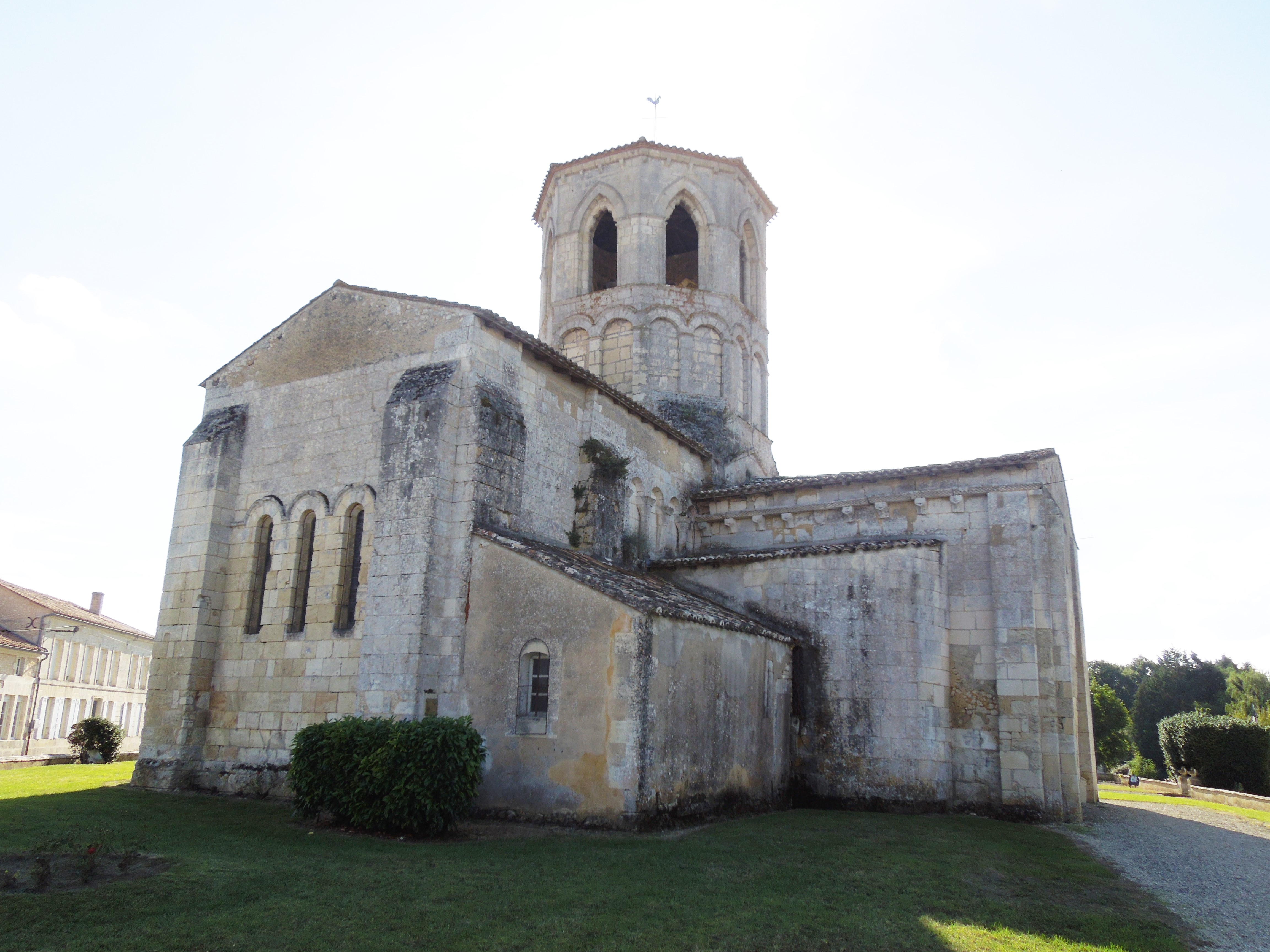
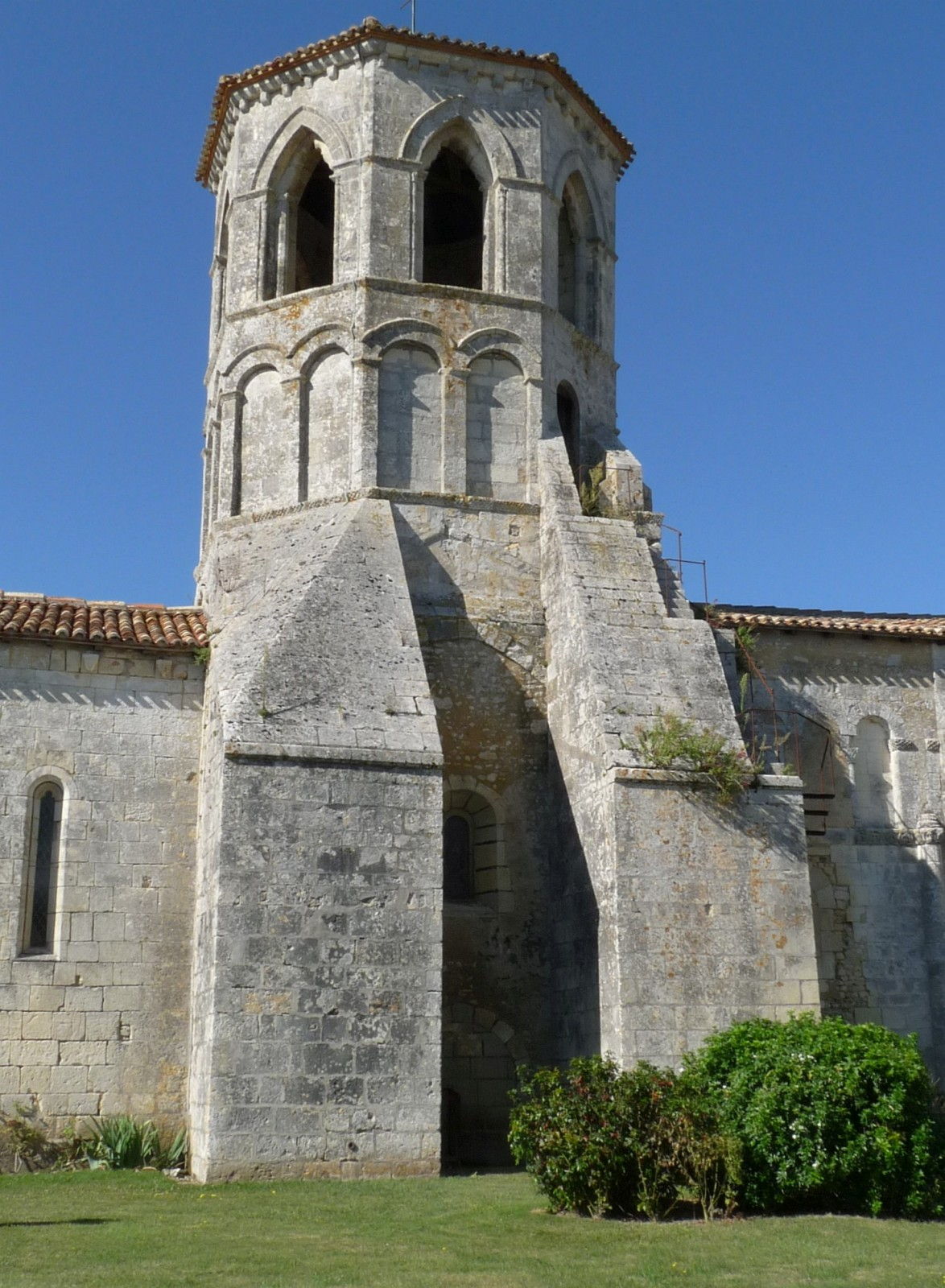
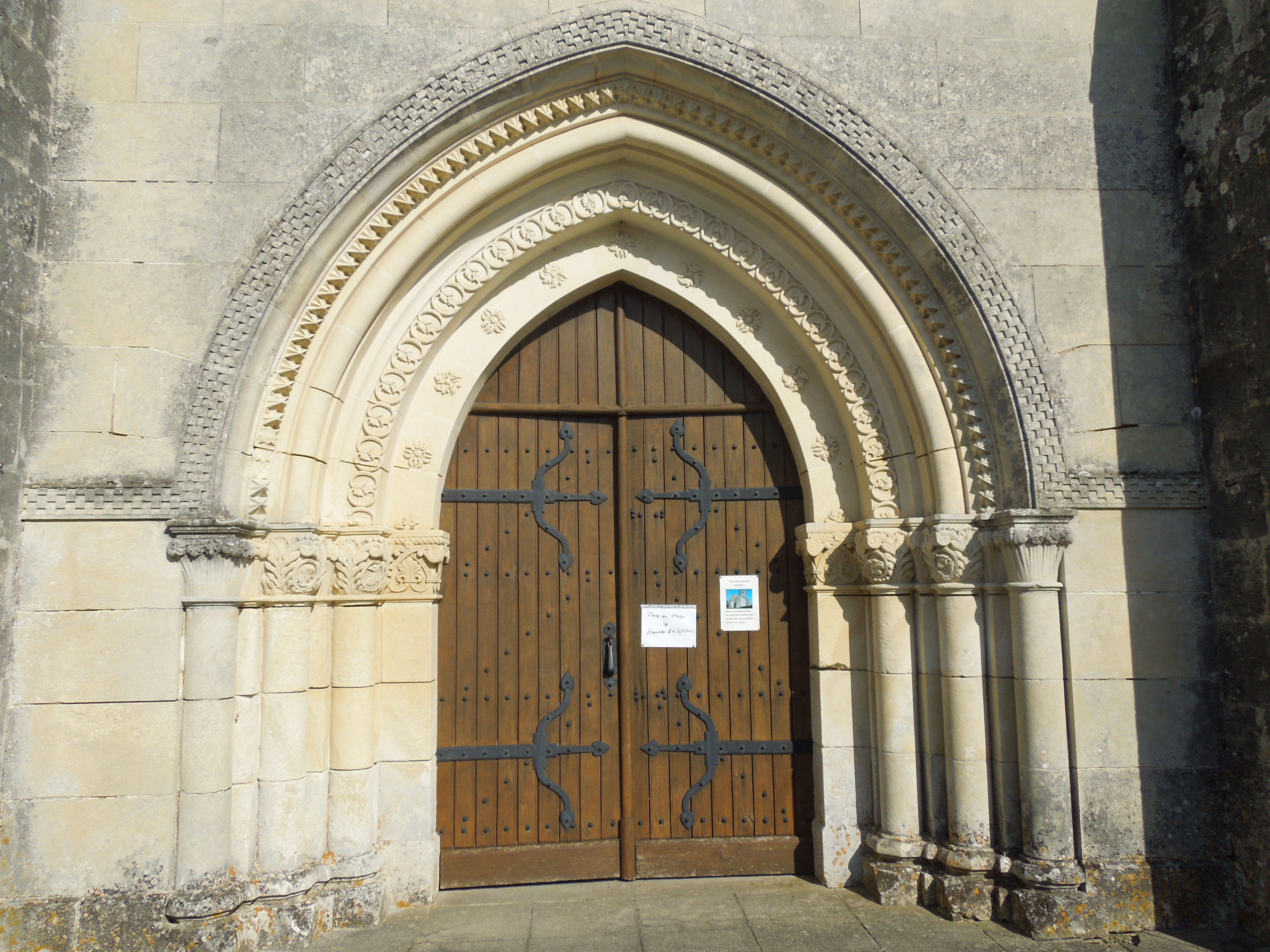